# Ardisia crassiuscula
Ardisia crassiuscula är en viveväxtart som beskrevs av C.M.Hu. Ardisia crassiuscula ingår i släktet Ardisia och familjen viveväxter. Inga underarter finns listade i Catalogue of Life.